# Friedrich Ritter von Lama

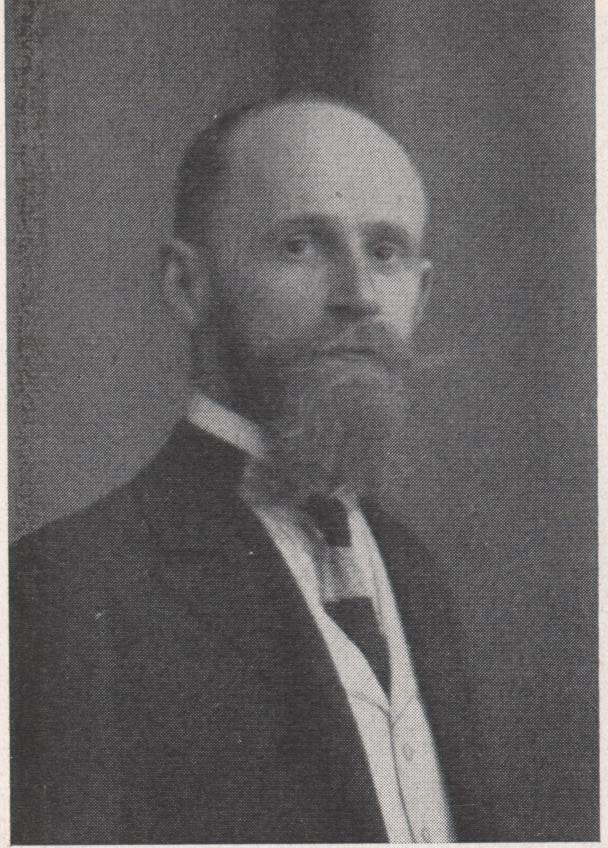
Friedrich Ritter von Lama

Friedrich Ritter von Lama, auch Friedrich von Lama oder Friedrich Georg Ritter Lama von und zu Büchsenhausen (diplomgemäß Pixenhausen), (* 4. September 1876 in Salzburg, Österreich; † 9. Februar 1944 in München) war ein katholischer Buchautor und Journalist. Lama war KZ-Häftling in Dachau und wurde später im Gefängnis München-Stadelheim ermordet.

## Leben

### Werdegang als Journalist und Publizist

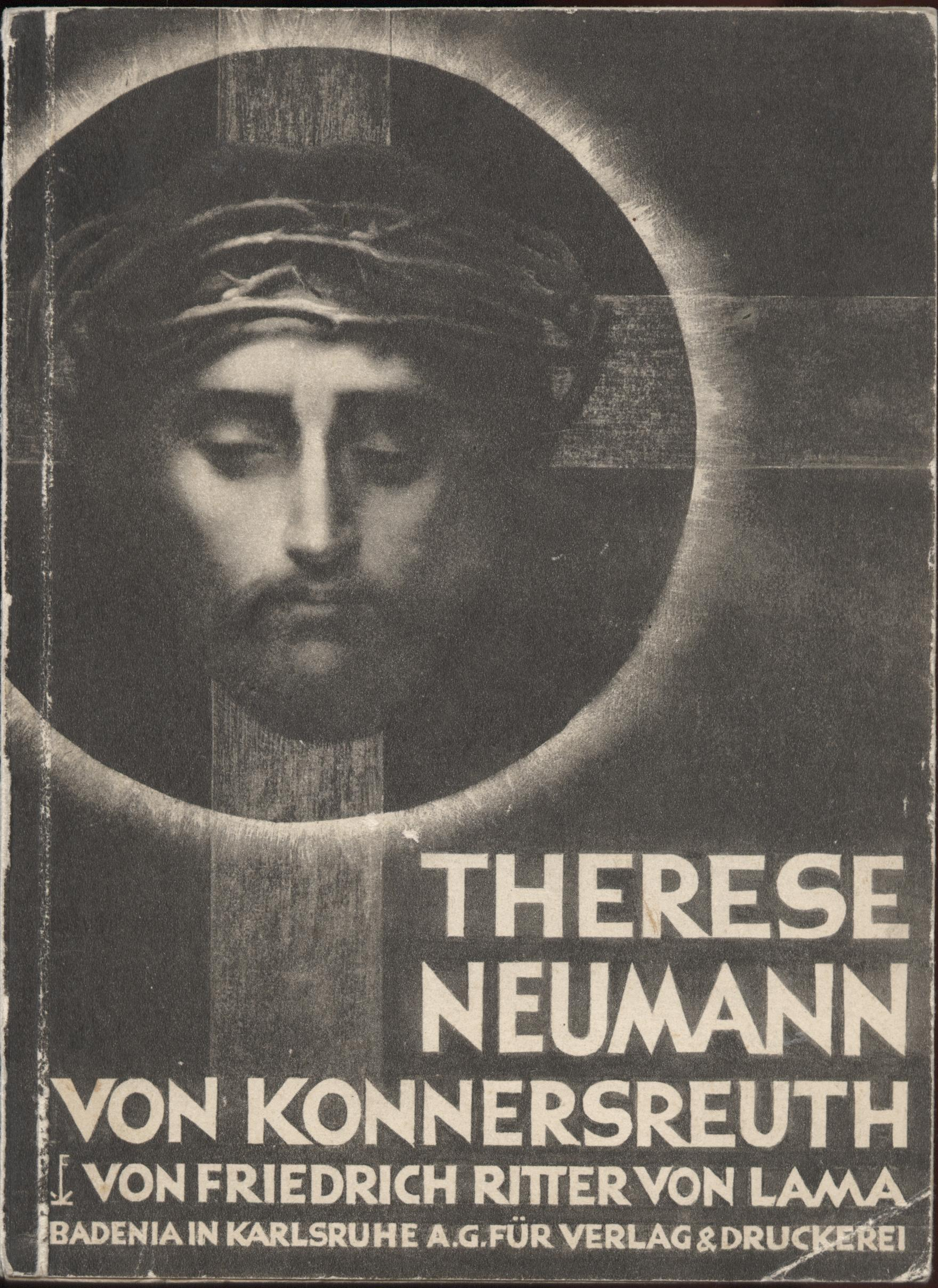
Eines der publizierten Bücher

Friedrich Ritter von Lama wurde als zweitältester von vier Söhnen der Eheleute Karl Joseph Lothar Theobald Ritter von Lama und Josepha geb. Joerg geboren. Der Vater arbeitete als Journalist und war Zentrumsabgeordneter im Deutschen Reichstag. Die Familie entstammte einem Südtiroler Adelsgeschlecht, dessen gesicherte Stammreihe mit Thomas de Lama (von der Kling), † 27. Oktober 1668, beginnt. 1708 wurde die Familie in die Reichs- und erbländisch-österreichische Ritterschaft erhoben, verbunden mit einer Wappenvermehrung und dem Zusatznamen von Pixenhausen. 1813 wurde im Königreich Bayern das Geschlecht als Ritter von in das Adelsmatrikel aufgenommen. Zusammen mit seinen drei Brüdern wuchs der Junge in einer streng katholisch geprägten Familie auf. Sein Bruder Severin wurde Herz-Jesu Missionar.
Friedrich besuchte das Gymnasium im niederbayerischen Burghausen und in Regensburg, brach die Schule jedoch ab und erlernte den Beruf des Buchhändlers. In diesem Beruf wirkte er in Regensburg beim renommierten Friedrich Pustet Verlag, einem der bedeutendsten katholischen Verlagshäuser in Deutschland. 1901 kam Friedrich von Lama als Vertreter seines Verlages nach Rom, wo er insbesondere für gute Kontakte zum Vatikan sorgte. Im September 1908 heiratete er die Gutsbesitzertochter Hedwig Agnes Maria Bernhardt aus Niederschlesien. Mit ihr hatte er zwei Kinder.
Die Familie lebte in Rom, wo sich Lama schließlich als freier Journalist und gut informierter Berichterstatter für deutsche Zeitungen betätigte. Ab 1910 übersetzte er zudem Werke der zum katholischen Glauben konvertierten Engländer Robert Hugh Bensonund Gilbert Keith Chesterton sowie Bücher des irischen Priesters Patrick Sheehan.
1915 musste der Österreicher aus Rom fliehen, da Italien den Mittelmächten den Krieg erklärt hatte. Lama übersiedelte daher nach Lugano in die Schweiz, wo der Heilige Stuhl auf neutralem Boden eine Art diplomatische Außenstelle betrieb, um die Verbindung mit Deutschland und Österreich aufrechterhalten zu können. Laut Aussage seines Neffen Karl von Lama habe sein Onkel in dieser Zeit auch im Dienst der österreichischen Geheimspionage gestanden. Unter anderem sei es ihm gelungen, wenige Stunden vor der Sprengung eines unterminierten Dolomitengipfels durch die Italiener das österreichische Kommando über den genauen Zeitpunkt in Kenntnis zu setzen, was Hunderten von Soldaten das Leben rettete. Als man die Spionagetätigkeit entdeckte, wurde Friedrich von Lama 1917 verhaftet, gerichtlich belangt und aus der Schweiz ausgewiesen.
Lama zog mit seiner Familie nach Füssen im Allgäu; dort starb am 8. Mai 1923 seine Frau Hedwig. Im August 1929 heiratete er erneut, die Braut hieß Christine Josephine Maria Stieler. Das Ehepaar blieb kinderlos und lebte ab 1930 in Gauting, Oberbayern.
Friedrich von Lama interessierte sich sehr stark für die gerade aktuellen Vorkommnisse in Konnersreuth (Oberpfalz), wo die 1898 geborene Therese Neumann nach einem Unglücksfall schwer erkrankt war, die Passion Christi jeden Freitag wiedererlebte und sich dabei übernatürliche Phänomene, wie Stigmatisation, zeigten. Damals herrschte eine starke öffentliche Diskussion darüber, ob die Vorkommnisse glaubwürdig und übernatürlich oder etwa nur betrügerisch erfunden seien. Ritter von Lama machte sich vor Ort selbst ein Bild und gehörte seit seiner ersten Reise nach Konnersreuth, Ende August 1927, zu den entschiedenen Anhängern und Verteidigern der Stigmatisierten. Über den Fall und die Person veröffentlichte er eine Reihe von Schriften, die auch ins Englische, Französische, Spanische, Holländische und andere Sprachen übersetzt wurden. Außerdem gab er zwischen 1929 und 1936 unter dem Titel „Konnersreuther Chronik“ ein Jahrbuch heraus, das alles aufzeichnete was sich in dem jeweiligen Jahr hinsichtlich der Angelegenheit ereignet hatte.
1930 publizierte der Autor eine Biographie über Papst Pius XI., anlässlich seines goldenen Priesterjubiläums. Großes Aufsehen erregte 1932 seine historisch-kritische Veröffentlichung: „Die Friedensvermittlung Papst Benedikt XV. und ihre Vereitelung durch den deutschen Reichskanzler Michaelis (August–September 1917)“. In einer nahezu zwölfjährigen akribischen Spurensuche war Lama allen Originalquellen und Aktenstücken des In- und Auslandes zur Beurteilung der im Jahre 1917 vom Papst initiierten Friedensvermittlung nachgegangen. Er versuchte nachzuweisen, dass der seinerzeitige Reichskanzler Georg Michaelis die vom Hl. Stuhl angebotenen Friedensmöglichkeiten in geradezu sträflicher Weise vereitelt hatte.

### NS-Opfer und Ermordung
Die dezidiert katholischen Schriften, die teilweise auch noch in den politischen Bereich hineinspielten, seine ständigen Publikationen in Kirchenblättern wie z. B. im Pilger, der Diözesanzeitung des Bistums Speyer, sowie seine absolut kirchentreue Haltung ließen Ritter von Lama ins Visier des NS-Regimes geraten.
Mit Beginn des Jahres 1937 war ihm jede weitere schriftstellerische und journalistische Tätigkeit verboten. Ab 1938 wurde der Adelige mehrmals verhaftet, monatelang inhaftiert – u. a. im KZ Dachau – und fortan von der Gestapo überwacht. Man warf ihm vor, „gegen die Ideologie des Nationalsozialismus zu kämpfen“. Ein weiterer Anklagepunkt bildete seine Treue zur Monarchie, besonders zum Haus Habsburg.
Anfang des Jahres 1944 wurde Lama wegen Anhörens von „Radio Vatikan“ erneut verhaftet und im Münchener Gefängnis Stadelheim eingesperrt. Bereits am 9. Februar war er tot. Nach offizieller Aussage war er an „Herzversagen“ gestorben. Eine Ärztin, die Zugang zum Gefängnis hatte, erklärte den Angehörigen, dass Friedrich Ritter von Lama deutlich erkennbare Spuren körperlicher Misshandlung aufwies und offenbar ermordet wurde. Die Leiche zeigte blaue Flecken und Würgemale am Halse. Der Regimegegner wurde in aller Stille auf dem Friedhof der Gemeinde Gauting beigesetzt.
Einige seiner Werke, die wegen der NS-Zeit nicht mehr veröffentlicht worden waren, erschienen nach 1945 posthum; verschiedene frühere Bücher erlebten Neuauflagen. Insgesamt veröffentlichte Ritter von Lama über 30 Bücher und eine nicht annähernd feststellbare Anzahl von Zeitungsartikeln, zu denen noch die Konnersreuther Jahrbücher und regelmäßige Berichte „Aus der katholischen Welt“ in den meisten deutschsprachigen katholischen Zeitungen hinzukommen. In den 1920er und 1930er Jahren war Friedrich Ritter von Lama einer der bekanntesten und rührigsten katholischen Journalisten bzw. Publizisten im deutschen Sprachraum.

### Kinder
Friedrich von Lama hatte aus erster Ehe zwei Kinder, die jedoch relativ jung verstarben:
- Elisabeth Hedwig Maria (1909–1937) war Malerin.
- Franz Xaver (1911–1945) wurde wie sein Vater Journalist, 1937 an der Universität München promoviert, in der NS-Zeit ebenfalls verhaftet und im KZ Dachau inhaftiert. Nach seiner Entlassung starb er bald infolge der unmenschlichen Haftbedingungen.

## Würdigung
- Die katholische Kirche hat Friedrich Ritter von Lama als Glaubenszeugen in das deutsche Martyrologium des 20. Jahrhunderts aufgenommen.
- Im Foyer des Rathauses Gauting erinnert eine Gedenktafel an ihn.[3]

## Werke (Auswahl)
- Charles Joseph Judge: P. Wilhelm Judge S.J. Ein Blatt aus der Geschichte der Mission in Alaskas Goldfeldern. Deutsche Bearbeitung von Friedrich Ritter v. Lama. Herder, Freiburg/Breisgau 1912.
- Charles Joseph Judge: Eskimo- und Indianermissionen auf den Eis- und Schneefeldern Alaskas. Blätter aus dem Leben des Pater Wilhelm Judge. Deutsche Bearbeitung von Friedrich Ritter v. Lama. Freiburg/Breisgau 1914.
- Papst und Vierverband. Aktenstücke zum Artikel 15 des Londoner geheimen Abkommens. Augsburg 1918.
- Papst, Weltkrieg und Völkerfriede. Ein Rückblick. Hagen 1919.
- Filippo Crispolti: Don Bosco. Leben und Werk eines gottbegnadeten Priesters, Jugendfreundes und Erziehers. Nach Filippo Crispolti bearb. von Friedrich von Lama. Freiburg/Breisgau 1922.
- Wilhelm van Rossum: Die religiöse Lage der Katholiken in den nordischen Ländern. Übertr. von Friedrich Ritter von Lama. München 1924.
- Das Papsttum und Deutschland nach der Wahrheit und Gerechtigkeit. Illertissen 1925.
- Papst und Kurie in ihrer Politik nach dem Weltkrieg. Dargestellt unter besonderer Berücksichtigung des Verhältnisses zwischen dem Vatikan und Deutschland. Illertissen 1926.
- Der vereitelte Friede. Meine Anklage gegen Michaelis und den Evangelischen Bund. Augsburg 1926.
- Tiara und Schlüssel. Illertissen 1926.
- Therese Neumann von Konnersreuth. Eine Stigmatisierte unserer Zeit. Rhenania-Verlag, Bonn 1927; 3., vermehrte und verbesserte Auflage 1929 (Digitalisat).
- Michel d’Herbigny: Das Kreuz unter dem Sowjetstern. Moskaus religiöses Antlitz im Oktober 1925. Deutsch von F. Ritter von Lama. Illertissen 1927.
- „Ich bin bei Euch...“ Christus unter uns in seinen Wundertaten der Gegenwart durch seine übernatürliche Mitwirkung an der Ausbreitung der katholischen Kirche. Verlag der Salesianer, München 1928.
- Michel d’Herbigny: Seelsorgerfahrten in Sowjet-Rußland. Deutsch v. K. und F. Ritter von Lama. Illertissen 1929.
- Anna Schäffer aus Mindelstetten. Eine unbekannte Stigmatisierte aus unserer Zeit, Innsbruck 1930 (Digitalisat).
- Papst Pius XI. Sein Leben und Wirken dargeboten zu seinem goldenen Priesterjubiläum. Bonn 1930 (Digitalisat).
- Worte aus dem Jenseits oder wie Therese Neumann den kleinen Weg der geistigen Kindheit ging und dabei durch die heilige Theresia vom Kinde geführt wurde. Waldsassen 1930.
- Patrick Sheehan: Tristram Lloyd. Der Roman eines Journalisten. Hrsg. von Henry Gaffney. Dt. von Friedrich von Lama. Augsburg 1930;
- Arthur Hinsley: Quer durch Afrika über den Kongostaat. Dt. von Friedrich Ritter von Lama. Augsburg 1930.
- Louis Bertrand: Cäcilius. Roman aus dem nordafrikanischen Urchristentum. Dt. von Friedrich Ritter von Lama. Augsburg 1930.
- Die Friedensvermittlung Papst Benedikt XV. und ihre Vereitelung durch den deutschen Reichskanzler Michaelis (August–September 1917). Eine historisch-kritische Untersuchung. Kösel & Pustet, München 1932.
- Marien-Erscheinungen in Belgien: Bôring, Banneux, Onkerzele, Etichove. Innkreis 1934.
- Die Muttergottes-Erscheinungen in Belgien: Bôring, 29. November 1932 – 3. Januar 1933, 11. Juni 1933 - 15. August 1933; Banneux, 15. Januar 1933 – 2. März 1933; Onkerzele, 4. August 1933 – 21. September 1933. Karlsruhe 1934.
- Die Muttergottes-Erscheinungen in Marpingen. Ein Opfer des Kulturkampfes. Karlsruhe 1934.
- Die Seligen und Heiligen des Heiligen Jahres 1933–1934 in kurzen Lebensbildern dargestellt. Karlsruhe 1934.
- Der Weg der Therese Neumann von Konnersreuth 1898–1935. Badenia-Verlag, Karlsruhe 1935; Dritte, unveränderte Auflage 1936 (Digitalisat).
- Ein Büchlein von den Engeln. Nach den Mitteilungen von Ancilla Domini. Hrsg. von Friedrich Ritter von Lama. Karlsruhe 1936; neu herausgegeben: Stein am Rhein, 1993.
- Zur Aufklärung über Konnersreuth. Hrsg. von Friedrich Ritter von Lama. Leipzig ca. 1938.
- Prophetien über die Zukunft des Abendlandes. Hrsg. von Johannes Maria Höcht. Bonn 1953.
- Blicke in die Weltlage aus übernatürlicher Sicht. Hrsg. von Johannes Maria Höcht. Wiesbaden 1953.
- Bartholomäus Holzhauser: „Deutschland wach auf!“ Die berühmte prophetische Bußpredigt an Deutschland des heiligmässigen Binger Dekans Bartholomäus Holzhauser (1613-1658). Hrsg. und eingeleitet von Friedrich Ritter von Lama. Wiesbaden 1953.
- Das große Gebot der Stunde. Gebet, Opfer, Vertrauen. Ein Vermächtnis für die Zeit der Prüfung und Gefahr. Bonn 1961.
- Vor großen Ereignissen. Prophetisches zur Weltlage. Bonn 1962.